# Cronologia da pandemia de COVID-19 em janeiro de 2021
Este artigo documenta a cronologia e epidemiologia do vírus SARS-CoV-2 em janeiro de 2021, o vírus que causa a COVID-19 e é responsável pela pandemia de COVID-19. Os primeiros casos humanos da COVID-19 foram identificados em Wuhan, China, em dezembro de 2019.
Este artigo documenta a cronologia e a epidemiologia do SARS-CoV-2, o vírus causador da doença por coronavírus 2019 ( COVID-19 ) e responsável pela pandemia de COVID-19, em janeiro de 2021. Os primeiros casos humanos de COVID-19 foram identificados em Wuhan, China, em dezembro de 2019.

## Cronologia

### 1 de janeiro
- A Malásia registrou 2.068 novos casos, elevando o total para 115.078. São 2.230 recuperações, elevando o total para 91.171. Três mortes foram relatadas, elevando o número de mortos para 474. Existem 23.433 casos ativos, sendo 126 em terapia intensiva e 54 em suporte ventilatório[1]
- Singapura registrou 30 novos casos (três transmitidos localmente e 27 importados), elevando o total para 58.629.[2] Dez receberam alta, elevando o número total de recuperações para 58.459. O número de mortos permanece em 29.[3]
- A Turquia relatou seus primeiros casos da variante do Reino Unido em 15 pessoas que chegaram da Inglaterra.[4]
- A Ucrânia registrou 9.432 novos casos diários e 147 novas mortes diárias, elevando o número total para 1.064.479 e 18.680, respectivamente; um total de 720.009 pacientes se recuperaram.[5]
- Os Estados Unidos ultrapassam 20 milhões de casos de COVID-19.[6]

### 2 de janeiro
- A Malásia registrou 2.295 novos casos, elevando o total para 117.373. Foram registradas 3.321 novas recuperações, elevando o número total de recuperados para 94.492. Nove mortes foram relatadas, elevando o número de mortos para 483. Existem 22.398 casos ativos, sendo 125 em terapia intensiva e 51 em suporte ventilatório.[7]
- Singapura registrou 33 novos casos (todos importados), elevando o total para 58.662. 17 pessoas se recuperaram, elevando o número total de recuperações para 58.476. O número de mortos permanece em 29.[8]
- A Coreia do Sul relatou o primeiro caso da nova variante sul-africana do coronavírus.[9]
- A Ucrânia registrou 5.038 novos casos diários e 51 novas mortes diárias, elevando o número total para 1.069.517 e 18.731, respectivamente; um total de 722.615 pacientes se recuperaram.[10]
- O Reino Unido registrou um novo recorde de 57.725 casos confirmados de coronavírus, o quinto dia consecutivo em que os números diários ultrapassaram 50.000.[11]
- O apresentador de rádio americano Larry King testou positivo para COVID-19.[12]

### 3 de janeiro
- A Austrália registrou 11 novos casos: oito em Nova Gales do Sul e três em Victoria.[13]
- A Malásia registrou 1.704 novos casos, elevando o número total para 119.077. 2.726 se recuperaram, elevando o número total de recuperados para 97.218. Há 11 mortes, elevando o número de mortos para 494. Existem 21.365 casos ativos, sendo 124 em terapia intensiva e 51 em suporte ventilatório.[14]
- A Nova Zelândia registrou 19 novos casos em isolamento gerenciado, elevando o número total para 2.181 (1.825 confirmados e 356 prováveis). Dois se recuperaram, elevando o número total de recuperados para 2.084. O número de mortos permanece em 25. São 72 casos, todos em isolamento gerenciado.[15]
- Singapura registrou 35 novos casos (todos importados), elevando o total para 58.697. 11 receberam alta, elevando o número total de recuperações para 58.487. O número de mortos permanece em 29.[16]
- A Ucrânia registrou 4.576 novos casos diários e 123 novas mortes diárias, elevando o número total para 1.074.093 e 18.854, respectivamente; um total de 728.865 pacientes se recuperaram.[17]

### 4 de janeiro
- A Áustria relatou o primeiro caso da variante sul-africana do coronavírus, juntamente com quatro casos da variante do Reino Unido .[18]
- A Malásia registrou 1.741 novos casos, elevando o número total para 120.818. São 1.010 recuperações, elevando o número total de recuperados para 98.228. Há sete mortes, elevando o número de mortos para 501. Existem 22.089 casos ativos, sendo 122 em terapia intensiva e 53 em suporte ventilatório.[19]
- Singapura registrou 24 novos casos (todos importados), elevando o total para 58.721. Dez pessoas se recuperaram, elevando o número total de recuperações para 58.497. O número de mortos permanece em 29.[20]
- A Ucrânia registrou 4.158 novos casos diários e 73 novas mortes diárias, elevando o número total para 1.078.251 e 18.927, respectivamente; um total de 733.558 pacientes se recuperaram.[21]
- O Reino Unido registrou um total de 58.784 novos casos (53.810 na Inglaterra, 1.905 na Escócia, 1.898 no País de Gales e 1.801 na Irlanda do Norte). 407 mortes foram relatadas, elevando o número de mortos para 75.431.[22][23]

### 5 de janeiro
Relatório semanal da Organização Mundial da Saúde:
- Os Centros Africanos de Controle e Prevenção de Doenças relataram que o número total de casos na África atingiu 2.854.971, enquanto o número de mortos atingiu 67.986 e que 2.361.900 se recuperaram.[25]
- O Irã relatou o primeiro caso da variante do coronavírus do Reino Unido.[26]
- A Malásia registrou 2.207 novos casos, elevando o número total para 122.845. São 1.221 novas recuperações, elevando o total de recuperados para 99.449. Há oito mortes, elevando o número de mortos para 509. Existem 22.887 casos ativos, sendo 123 em terapia intensiva e 52 em suporte ventilatório.[27]
- A Nova Zelândia registrou 5 novos casos importados, elevando o número total para 2.186 (1.830 confirmados e 356 prováveis). São 16 novas recuperações, elevando o número total de recuperados para 2.100. O número de mortos permanece 25. Há 61 casos ativos em isolamento gerenciado.[28]
- Omã relatou o primeiro caso de variante britânica do coronavírus.[29]
- Singapura registrou 28 novos casos (dois transmitidos localmente e 26 importados), elevando o total para 58.749.[30] 20 receberam alta, elevando o número total de recuperações para 58.517. O número de mortos permanece em 29.[31]
- A Ucrânia registrou 5.334 novos casos diários e 202 novas mortes diárias, elevando o número total para 1.083.585 e 19.129, respectivamente; um total de 747.408 pacientes se recuperaram.[32]
- A África do Sul registrou 12.601 novos casos, elevando o número total para 1.113.349. 434 mortes foram relatadas, elevando o número de mortos para 30.011.[33]
- O Reino Unido registrou um novo recorde de 60.916 casos diários com 830 mortes relacionadas ao COVID-19.[34]
- Os Estados Unidos da América ultrapassam 21 milhões de casos de COVID-19.[35]
- Hakuhō Shō (Mönkhbatyn Davaajargal), um lutador de sumô yokozuna nascido na Mongólia, testou positivo para COVID-19.

### 6 de janeiro
- Fiji confirmou quatro casos importados.[36] Um desses casos é histórico, pois o paciente já havia testado positivo entre outubro e dezembro enquanto viajava pela França e Reino Unido.[37]
- O Japão relatou uma nova variante do SARS-CoV-2, Lineage B.1.1.248, que foi detectada em quatro pessoas que viajaram do Brasil.[38]
- A Malásia registrou 2.593 casos, elevando o número total para 125.438. 1.129 se recuperaram, elevando o número total de recuperados para 100.578. Houve quatro mortes, elevando o número de mortos para 513. Existem 24.437 casos ativos, sendo 141 em terapia intensiva e 67 em suporte ventilatório.[39]
- Singapura registrou 31 novos casos (dois transmitidos localmente e 29 importados), elevando o total para 58.780.[40] 24 pessoas se recuperaram, elevando o número total de recuperações para 58.541. O número de mortos permanece em 29.[41]
- A Ucrânia registrou 6.911 novos casos diários e 228 novas mortes diárias, elevando o número total para 1.090.496 e 19.357, respectivamente; um total de 761.898 pacientes se recuperaram.[42]
- O Reino Unido registrou uma nova alta diária de 62.322 casos de COVID-19, com mais 1.041 mortes diárias.[43]

### 7 de janeiro
- A Malásia registrou 3.027 novos casos, elevando o total para 128.465. São 2.145 novas recuperações, elevando o número total de recuperados para 102.273. Oito mortes foram relatadas, elevando o número de mortos para 521. Existem 25.221 casos ativos, sendo 142 em terapia intensiva e 63 em suporte ventilatório.[44]
- A Nova Zelândia registrou 4 novos casos, elevando o número total para 2.188 (1.832 confirmados e 356 prováveis). Uma pessoa se recuperou, elevando o número total de recuperados para 2.101. O número de mortos permanece em 25. Há 62 casos ativos em isolamento gerenciado.[45]
- Singapura registrou 33 novos casos (dois transmitidos localmente e 31 importados), elevando o total para 58.813.[46] 21 receberam alta, elevando o número total de recuperações para 58.562. O número de mortos permanece em 29.[47]
- Espanha ultrapassa 2 milhões de casos de COVID-19.[48]
- A Ucrânia registrou 8.997 novos casos diários e 148 novas mortes diárias, elevando o número total para 1.099.493 e 19.505, respectivamente; um total de 773.214 pacientes se recuperaram.[49]
- O Reino Unido relatou um número diário de 1.041 mortes por COVID-19, um número de mortes superado apenas pelas mortes diárias registradas em 21 de abril de 2020.[50]

### 8 de janeiro
- Brasil ultrapassa 8 milhões de casos de COVID-19.[51] Pesquisadores relataram o primeiro caso de reinfecção no Brasil envolvendo a variante sul-africana do coronavírus.[52]
- A Malásia registrou 2.641 novos casos, elevando o número total para 131.108. Existem 2.708 recuperações, elevando o número total de recuperações para 105.431. Há 16 novas mortes, elevando o número de mortos para 537. Existem 25.140 casos ativos, sendo 170 em terapia intensiva e 82 em suporte ventilatório.[53]
- Os Estados Federados da Micronésia relataram seu primeiro caso em isolamento gerenciado. [54]
- Singapura registrou 23 novos casos (dois transmitidos localmente e 21 importados), elevando o total para 58.836.[55] 18 pessoas se recuperaram, elevando o número total de recuperações para 58.580. O número de mortos permanece em 29.[56]
- A Ucrânia registrou 5.676 novos casos diários e 83 novas mortes diárias, elevando o número total para 1.105.169 e 19.588, respectivamente; um total de 778.345 pacientes se recuperaram.[57]
- O Reino Unido registrou um número diário de 1.325, o número diário mais alto de mortes por COVID-19 desde o início da pandemia.[58]

### 9 de janeiro
- A Malásia registrou 2.451 novos casos, elevando o número total para 133.559. São 1.401 recuperações, elevando o número total de recuperados para 106.832. Há cinco mortes, elevando o número de mortos para 542. Existem 26.185 casos ativos, sendo 177 em terapia intensiva e 82 em suporte ventilatório.[59]
- Singapura registrou 29 novos casos (todos importados), elevando o total para 58.865.[60] 31 receberam alta, elevando o número total de recuperações para 58.611. O número de mortos permanece em 29.[61]
- A Ucrânia registrou 4.846 novos casos diários e 80 novas mortes diárias, elevando o número total para 1.110.015 e 19.668, respectivamente; um total de 786.306 pacientes se recuperaram.[62]
- O Reino Unido ultrapassou 3 milhões de casos de COVID-19 e o número de mortos ultrapassou 80.000.[63]
- Os Estados Unidos da América ultrapassam 22 milhões de casos.[64]
- Hoje marca o aniversário de um ano desde a primeira morte causada pelo COVID-19, em Wuhan, China.

### 10 de janeiro
- A Rússia se tornou o país europeu mais afetado, com 3.425.269 casos confirmados.[65]
- A Malásia registrou 2.433 novos casos, elevando o total para 135.992. São 1.277 recuperações, elevando o número total de recuperados para 108.109. Há nove mortes, elevando o número de mortos para 551. Existem 27.332 casos ativos, sendo 171 em terapia intensiva e 76 em suporte ventilatório.[66]
- A Nova Zelândia registrou 31 casos em isolamento gerenciado, elevando o número total para 2.219 (1.863 confirmados e 356 prováveis). 18 pessoas se recuperaram, elevando o número total de recuperados para 2.119. O número de mortos permanece 25. Existem 75 casos ativos.[67] O país também relatou a detecção de seu primeiro caso da variante sul-africana.[68]
- Singapura registrou 42 novos casos (todos importados), elevando o total para 58.907.[69] 25 pessoas se recuperaram, elevando o número total de recuperações para 58.636. O número de mortos permanece em 29.[70]
- A Ucrânia registrou 5.011 novos casos diários e 99 novas mortes diárias, elevando o número total para 1.115.026 e 19.767, respectivamente; um total de 791.598 pacientes se recuperaram.[71]
- O número total de casos de COVID-19 relatados globalmente atingiu 90 milhões e o número de mortos é de 1,93 milhão.[72]

### 11 de janeiro
- A Malásia registrou 2.232 novos casos, elevando o número total para 138.224. 1.006 recuperações foram relatadas, elevando o número total de recuperados para 109.115. Há quatro novas mortes, elevando o número de mortos para 555. Existem 28.554 casos ativos, sendo 187 em terapia intensiva e 87 em suporte ventilatório.[73]
- A Nova Zelândia registrou 4 novos casos, elevando o número total para 2.222 (1.866 confirmados e 356 prováveis). 1 pessoa se recuperou, elevando o número total de recuperados para 2.120. O número de mortos permanece 25. Existem 77 casos ativos em isolamento gerenciado, com um caso relatado anteriormente sendo reavaliado como não um caso.[74]
- Singapura registrou 22 novos casos (todos importados), elevando o total para 58.929.[75] 32 receberam alta, elevando o número total de recuperações para 58.668. O número de mortos permanece em 29.[76]
- A Ucrânia registrou 4.288 novos casos diários e 68 novas mortes diárias, elevando o número total para 1.119.314 e 19.835, respectivamente; um total de 796.417 pacientes se recuperaram.[77]
- O presidente português Marcelo Rebelo de Sousa testou positivo para COVID-19.[78]

### 12 de janeiro
Relatório semanal da Organização Mundial da Saúde:
- A Alemanha relatou seis casos da mutação sul-africana do coronavírus.[80]
- A Malásia registrou 3.309 novos casos, elevando o número total para 141.533. São 1.469 recuperações, elevando o número total de recuperados para 110.584. Há quatro mortes, elevando o número de mortos para 559. Existem 30.390 casos ativos, sendo 190 em terapia intensiva e 83 em ventilação mecânica.[81]
- Singapura registrou 17 novos casos (todos importados), elevando o total para 58.946.[82] 26 pessoas se recuperaram, elevando o número total de recuperações para 58.694. O número de mortos permanece em 29.[83]
- A Ucrânia registrou 5.116 novos casos diários e 184 novas mortes diárias, elevando o número total para 1.124.430 e 20.019, respectivamente; um total de 812.368 pacientes se recuperaram.[84]

### 13 de janeiro
- A Malásia registrou 2.985 novos casos, elevando o número total de casos para 144.518. São 994 recuperações, elevando o número total de recuperados para 111.578. Quatro mortes foram relatadas, elevando o número de mortos para 563. Existem 32.377 casos ativos, sendo 197 em terapia intensiva e 79 em suporte ventilatório.[85]
- A Nova Zelândia registrou 6 novos casos, elevando o número total para 2.228 (1.872 confirmados e 356 prováveis). 21 pessoas se recuperaram, elevando o número total de recuperados para 2.141. O número de mortos permanece 25. São 62 casos em isolamento gerenciado.[86]
- Singapura registrou 38 novos casos (um residente em um dormitório e 37 importados), elevando o total para 58.984.[87] 28 receberam alta, elevando o número total de recuperações para 58.722. O número de mortos permanece em 29.[88]
- A Ucrânia registrou 6.409 novos casos diários e 195 novas mortes diárias, elevando o número total para 1.130.839 e 20.214, respectivamente; um total de 826.871 pacientes se recuperaram.[89]
- O Reino Unido registrou o maior número diário de 1.564 mortes por coronavírus.[90]
- Os Estados Unidos da América ultrapassam 23 milhões de casos de COVID-19.[91]

### 14 de janeiro
- A China registrou sua primeira morte pelo vírus desde maio de 2020. Uma delegação de especialistas da OMS visitou Wuhan para investigar a origem da pandemia.[92]
- A Alemanha registrou 1.244 novos casos diários de morte, o maior número de casos de fatalidade humana por COVID-19 relativo, elevando o número total de mortes para 43.881.
- A Malásia registrou 3.337 novos casos, elevando o número total para 147.855. São 1.710 novas recuperações, elevando o número total de recuperados para 113.288. Há 15 mortes, elevando o número de mortos para 578. Existem 32.377 casos ativos, sendo 195 em terapia intensiva e 86 em suporte ventilatório.[93]
- Singapura registrou 45 novos casos (um transmitido localmente e 44 importados), elevando o total para 59.029.[94] 35 pessoas se recuperaram, elevando o número total de recuperações para 58.757. O número de mortos permanece em 29.[95]
- A Ucrânia registrou 7.925 novos casos diários e 162 novas mortes diárias, elevando o número total para 1.138.764 e 20.376, respectivamente; um total de 837.063 pacientes se recuperaram.[96]
- O piloto de Fórmula 1 Charles Leclerc testou positivo para COVID-19.[97]
- Alemanha ultrapassa 2 milhões de casos de COVID-19.[98]

### 15 de janeiro
- Fiji confirmou dois casos importados que chegaram da Nova Zelândia em 24 de dezembro de 2020.[99][100]
- A Alemanha registrou 1.113 novos casos diários de morte, o terceiro maior número de casos de fatalidade humana por COVID-19 relativo, elevando o número total de mortes para 44.994.
- A Malásia registrou 3.211 novos casos, elevando o número total para 151.066. 1.939 se recuperaram, elevando o número total de recuperados para 115.227. Oito mortes foram relatadas, elevando o número de mortos para 586. Existem 35.253 casos ativos, sendo 204 em terapia intensiva e 87 em suporte ventilatório.[101]
- A Nova Zelândia registrou 18 novos casos, elevando o número total para 2.246 (1.890 confirmados e 356 prováveis). Quatro pessoas se recuperaram, elevando o número total de recuperados para 2.145. O número de mortos permanece 25. São 78 casos em isolamento gerenciado.[102]
- Singapura registrou 30 novos casos (um transmitido localmente e 29 importados), elevando o total para 59.059.[103] 14 receberam alta, elevando o número total de recuperações para 58.771. O número de mortos permanece em 29.[104]
- A Ucrânia registrou 8.199 novos casos diários e 166 novas mortes diárias, elevando o número total para 1.146.963 e 20.542, respectivamente; um total de 847.391 pacientes se recuperaram.[105]
- As mortes globais por COVID-19 superaram a marca de 2 milhões.[106]

### 16 de janeiro
- A Malásia registrou 4.029 novos casos, elevando o total para 155.095. Existem 2.148 recuperações, elevando o número total de recuperações para 117.375. Há 8 novas mortes, elevando o número de mortos para 594. Existem 37.126 casos ativos, sendo 205 em terapia intensiva e 79 em suporte ventilatório.[107]
- Singapura registrou 24 novos casos, incluindo quatro na comunidade e um residente em um dormitório, elevando o total para 59.083.[108] 13 pessoas se recuperaram, elevando o número total de recuperações para 58.784. O número de mortos permanece em 29.[109]
- A Ucrânia registrou 7.729 novos casos diários e 144 novas mortes diárias, elevando o número total para 1.154.692 e 20.686, respectivamente; um total de 857.183 pacientes se recuperaram.[110]
- A Noruega registrou 29 mortes de pessoas com idade entre 75 e 80 anos, após receberem a vacina da Pfizer . A maioria desses idosos apresentava problemas de saúde graves. A Noruega vacinou cerca de 42.000 pessoas, onde muitas experimentaram os efeitos colaterais da vacina.[111]

### 17 de janeiro
- A Malásia registrou 3.339 novos casos, elevando o número total para 158.434. São 2.676 novas recuperações, elevando o número total de recuperados para 120.051. Há sete novas mortes, elevando o número de mortos para 601. Existem 37.782 casos ativos, sendo 240 em terapia intensiva e 93 em suporte ventilatório.[112]
- A Nova Zelândia registrou 10 novos casos, elevando o total para 2.256 (1.900 confirmados e 356 prováveis). Quatro se recuperaram, elevando o número total de recuperados para 2.149. O número de mortos permanece 25. Existem 82 casos ativos.[113]
- Singapura registrou 30 novos casos, incluindo dois na comunidade e 28 importados, elevando o total para 59.113.[114] 62 receberam alta, elevando o número total de recuperações para 58.846. O número de mortos permanece em 29.[115]
- A Ucrânia registrou 5.990 novos casos diários e 116 novas mortes diárias, elevando o número total para 1.160.682 e 20.802, respectivamente; um total de 865.960 pacientes se recuperaram.[116]

### 18 de janeiro
- A Malásia registrou 3.306 novos casos, elevando o total para 161.740. São 2.293 recuperações, elevando o número total de recuperados para 122.344. Há quatro mortes, elevando o número de mortos para 605. Existem 38.791 casos ativos, sendo 226 em terapia intensiva e 94 em suporte ventilatório.[117]
- A Nova Zelândia registrou 6 novos casos, elevando o número total para 2.262 (1.906 confirmados e 356 prováveis). Há três novas recuperações, elevando o número total de recuperados para 2.152. O número de mortos permanece 25. São 85 casos ativos em isolamento gerenciado.[118]
- Singapura registrou 14 novos casos, incluindo dois na comunidade e 12 importados, elevando o total para 59.127.[119] 22 pessoas se recuperaram, elevando o número total de recuperações para 58.868. O número de mortos permanece em 29.[120]
- A Ucrânia registrou 3.034 novos casos diários e 67 novas mortes diárias, elevando o número total para 1.163.716 e 20.869, respectivamente; um total de 871.196 pacientes se recuperaram.[121]
- Os Estados Unidos da América ultrapassam 24 milhões de casos de COVID-19.[122]

### 19 de janeiro
Relatório semanal da Organização Mundial da Saúde:
- A Malásia registrou 3.631 novos casos, elevando o total para 165.371. Existem 2.944 recuperações, elevando o número total de recuperações para 125.288. Há 14 mortes, elevando o número de mortos para 619. São 39.464 casos ativos, sendo 238 em terapia intensiva e 96 em suporte ventilatório.[124]
- Singapura registrou 30 novos casos, incluindo quatro na comunidade e 26 importados, elevando o total para 59.157.[125] 26 receberam alta, elevando o número total de recuperações para 58.894. O número de mortos permanece em 29.[126]
- A Ucrânia registrou 3.939 novos casos diários e 177 novas mortes diárias, elevando o número total para 1.167.655 e 21.046, respectivamente; um total de 886.248 pacientes se recuperaram.[127]
- O Reino Unido registrou 1.610 novas mortes em um dia, o maior número diário de mortes por COVID-19 desde o início da pandemia.[128]

### 20 de janeiro
- A Malásia registrou 4.008 novos casos, elevando o número total para 169.379. São 2.374 recuperações, elevando o número total de recuperados para 127.662. Há 11 novas mortes, elevando o número de mortos para 630. Existem 41.087 casos ativos, sendo 246 em terapia intensiva e 96 em suporte ventilatório.[129]
- A Nova Zelândia registrou 6 novos casos, elevando o número total para 2.267 (1.911 confirmados e 356 prováveis). São 14 recuperações, elevando o número total de recuperados para 2.166. O número de mortos permanece 25. Existem 76 casos ativos.[130]
- Singapura registrou 40 novos casos, incluindo quatro na comunidade e 36 importados, elevando o total para 59.197.[131] 32 pessoas se recuperaram, elevando o número total de recuperações para 58.926. O número de mortos permanece em 29.[132]
- A Ucrânia registrou 4.383 novos casos diários e 212 novas mortes diárias, elevando o número total para 1.172.038 e 21.258, respectivamente; um total de 900.749 pacientes se recuperaram.[133]
- O Reino Unido ultrapassou outro recorde diário com 1.820 novas mortes por COVID-19.[134]

### 21 de janeiro
- A Malásia registrou 21 novos casos, elevando o número total para 172.549. Existem 2.490 recuperações, elevando o número total de recuperações para 130.152. Há 12 mortes, elevando o número de mortos para 642. São 41.755 casos ativos, sendo 260 em terapia intensiva e 203 em suporte ventilatório.[135]
- O México registrou 1.803 novos casos diários de morte, o segundo maior número de casos de fatalidade humana por COVID-19 relativa, elevando o número total de mortes para 146.174.
- Singapura registrou 38 novos casos, incluindo quatro na comunidade e 34 importados, elevando o total para 59.235.[136] 33 receberam alta, elevando o número total de recuperações para 58.959. O número de mortos permanece em 29.[137]
- A Ucrânia registrou 5.583 novos casos diários e 241 novas mortes diárias, elevando o número total para 1.177.621 e 21.499, respectivamente; um total de 914.730 pacientes se recuperaram.[138]
- Os Estados Unidos da América completaram um ano desde o primeiro caso de Covid-19.[139]
- França ultrapassa 3 milhões de casos de COVID-19.[140]

### 22 de janeiro
- A Malásia registrou 3.631 novos casos, elevando o número total de casos para 176.180. 2.554 se recuperaram, elevando o número total de recuperados para 132.706. 18 mortes foram relatadas, elevando o número de mortos para 660. Existem 42.814 casos ativos, sendo 251 em terapia intensiva e 102 em suporte ventilatório.[141]
- A Nova Zelândia registrou 9 novos casos, elevando o número total para 2.276 (1.920 confirmados e 356 prováveis). São 12 recuperações, elevando o número total de recuperados para 2.178. O número de mortos permanece 25. São 73 casos todos em isolamento gerenciado.[142]
- Singapura registrou 15 novos casos, incluindo um na comunidade e 14 importados, elevando o total para 59.250.[143] 24 receberam alta, elevando o número total de recuperações para 58.983. O número de mortos permanece em 29.[144]
- A Ucrânia registrou 5.348 novos casos diários e 163 novas mortes diárias, elevando o número total para 1.182.969 e 21.662, respectivamente; um total de 928.969 pacientes se recuperaram.[145]

### 23 de janeiro
- Colômbia ultrapassa 2 milhões de casos de COVID-19.[146]
- A Malásia registrou 4.275 novos casos, elevando o total para 180.455. São 4.313 recuperações, elevando o número total de recuperados para 137.019. Há sete mortes, elevando o número de mortos para 667. São 42.769 casos ativos, sendo 260 em terapia intensiva e 103 em suporte ventilatório.[147]
- Singapura registrou dez novos casos importados, elevando o total para 59.260. 32 pessoas se recuperaram, elevando o número total de recuperações para 59.015. O número de mortos permanece em 29.[148]
- A Ucrânia registrou 4.928 novos casos diários e 116 novas mortes diárias, elevando o número total para 1.187.897 e 21.778, respectivamente; um total de 942.107 pacientes se recuperaram.[149]

### 24 de janeiro
- A Malásia registrou 3.346 novos casos, elevando o número total para 183.801. São 4.427 recuperações, elevando o número total de recuperados para 141.446. 11 novas mortes foram relatadas, elevando o número de mortos para 678. São 41.677 casos ativos, sendo 265 em terapia intensiva e 102 em suporte ventilatório.[150]
- A Nova Zelândia registrou 8 casos na fronteira, elevando o número total de casos para 2.284 (1.928 confirmados e 356 prováveis). Uma recuperação foi relatada, elevando o número total de recuperados para 2.179. O número de mortos permanece 25. Há 79 casos ativos em isolamento gerenciado.[151] Nesse mesmo dia, uma nova provável transmissão comunitária foi relatada, um indivíduo em Northland que já havia passado por uma instalação de quarentena de Auckland.[152] Mais tarde naquela noite, a suspeita de transmissão comunitária foi confirmada como a primeira transmissão comunitária do país em dois meses.[153]
- Singapura registrou 48 novos casos importados, elevando o total para 59.308. 26 receberam alta, elevando o número total de recuperações para 59.041. O número de mortos permanece em 29.[154]
- A Ucrânia registrou 3.915 novos casos diários e 83 novas mortes diárias, elevando o número total para 1.191.812 e 21.861, respectivamente; um total de 947.514 pacientes se recuperaram.[155]
- Os Estados Unidos da América ultrapassam 25 milhões de casos.[156]

### 25 de janeiro
- A Malásia registrou 3.048 novos casos, elevando o número total para 186.849. 3.638 se recuperaram, elevando o número total de recuperações para 145.084. Há 11 mortes, elevando o número de mortos para 689. Existem 41.076 casos ativos, sendo 261 em terapia intensiva e 101 em suporte ventilatório.[157]
- A Nova Zelândia registrou 6 novos casos, elevando o número total para 2.228 (1.932 confirmados e 356 prováveis). São 20 recuperações, elevando o número total de recuperados para 2.199. O número de mortos permanece 25. Existem 64 casos ativos.[158]
- Singapura registrou 44 novos casos importados, elevando o total para 59.352.[159] 25 pessoas se recuperaram, elevando o número total de recuperações para 59.066. O número de mortos permanece em 29.[160]
- A Ucrânia registrou 2.516 novos casos diários e 63 novas mortes diárias, elevando o número total para 1.194.328 e 21.924, respectivamente; um total de 953.297 pacientes se recuperaram.[161]

### 26 de janeiro
- A Indonésia ultrapassa um total de 1 milhão de casos.[162]
- A Malásia registrou 3.585 casos, elevando o total para 190.434. São 4.076 recuperações, elevando o número total de recuperados para 149.160. Há 11 mortes, elevando o número de mortos para 700. São 40.574 casos ativos, sendo 280 em terapia intensiva e 111 em suporte ventilatório.[163]
- O México registrou 1.743 novos casos diários de morte, o terceiro maior número de casos de fatalidade humana por COVID-19 relativo, elevando o número total de mortes para 152.016.
- Singapura registrou 14 novos casos importados, elevando o total para 59.366.[164] Além disso, o país confirmou mais três casos da nova variante do Reino Unido. 20 receberam alta, elevando o número total de recuperações para 59.086. O número de mortos permanece em 29.[165]
- A Ucrânia registrou 2.779 novos casos diários e 133 novas mortes diárias, elevando o número total para 1.197.107 e 22.057, respectivamente; um total de 965.835 pacientes se recuperaram.[166]
- O número total de casos relatados em todo o mundo atingiu a marca de 100 milhões, segundo a Universidade Johns Hopkins .[167]
- O Reino Unido atingiu 100.000 mortes por COVID-19.[168]

### 27 de janeiro
Relatório semanal da Organização Mundial da Saúde:
- A Malásia registrou 3.680 novos casos, elevando o total para 194.114. São 1.858 recuperações, elevando o número total de recuperados para 151.018. Há sete novas mortes, elevando o número de mortos para 707. Existem 42.389 casos ativos, sendo 314 em terapia intensiva e 122 em suporte ventilatório.[170]
- A Nova Zelândia registrou 5 novos casos (um deles histórico), elevando o número total para 2.295 (1.939 confirmados e 356 prováveis). Houve uma recuperação, elevando o número total de recuperados para 2.201. O número de mortos permanece 25. Existem 68 casos ativos.[171]
- Singapura registrou 25 novos casos importados, elevando o total para 59.391. 18 pessoas se recuperaram, elevando o número total de recuperações para 59.104. O número de mortos permanece em 29.[172]
- A Ucrânia registrou 3.776 novos casos diários e 145 novas mortes diárias, elevando o número total para 1.200.883 e 22.202, respectivamente; um total de 980.085 pacientes se recuperaram.[173]
- O Reino Unido registrou 1.725 novos casos diários de morte, o segundo maior número de casos de fatalidade humana em relação ao COVID-19, elevando o número de mortos para 101.887.

### 28 de janeiro
- Brasil ultrapassa 9 milhões de casos de COVID-19.[174]
- A Malásia registrou 4.094 novos casos, elevando o número total para 198.208. São 4.094 recuperações, elevando o número total de recuperados para 154.299. Há dez mortes, elevando o número de mortos para 717. Existem 43.192 casos ativos, sendo 303 em terapia intensiva n118 em suporte ventilatório.[175]
- A Nova Zelândia registrou 5 novos casos, elevando o número total para 2.299 (1.943 confirmados e 356 prováveis). Quatro pessoas se recuperaram, elevando o número total de recuperados para 2.205. O número de mortos permanece em 25. Há 69 casos ativos (67 em isolamento gerenciado e duas transmissões comunitárias).[176]
- Singapura registrou 34 novos casos importados, elevando o total para 59.425.[177] 44 receberam alta, elevando o número total de recuperações para 59.148. O número de mortos permanece em 29.[178]
- A Ucrânia registrou 5.529 novos casos diários e 149 novas mortes diárias, elevando o número total para 1.206.412 e 22.351, respectivamente; um total de 992.031 pacientes se recuperaram.[179]

### 29 de janeiro
- A Malásia registrou 5.725 novos casos, elevando o total para 203.933. São 3.423 recuperações, elevando o número total de recuperados para 157.722. Há 16 mortes, elevando o número de mortos para 733. São 45.478 casos ativos, sendo 301 em terapia intensiva e 115 em suporte ventilatório.[180]
- A Nova Zelândia registrou 6 novos casos em isolamento gerenciado, elevando o número total para 2.305 (1.949 confirmados e 356 prováveis). Há três novas recuperações, elevando o número total de recuperações para 2.208. O número de mortos permanece 25. Há 72 casos ativos (70 em isolamento gerenciado e duas transmissões comunitárias).[181]
- Singapura registrou 24 novos casos importados, elevando o total para 59.449.[182] 33 pessoas se recuperaram, elevando o número total de recuperações para 59.181. O número de mortos permanece em 29.[183]
- A Ucrânia registrou 5.181 novos casos diários e 128 novas mortes diárias, elevando o número total para 1.211.593 e 22.479, respectivamente; um total de 1.003.341 pacientes se recuperaram.[184]

### 30 de janeiro
- A Malásia registrou 5.728 novos casos, elevando o número total para 209.661. São 3.805 novas recuperações, elevando o número total de recuperações para 161.527. Há 13 mortes, elevando o número de mortos para 746. São 47.388 casos ativos, sendo 319 casos em terapia intensiva e 120 em suporte ventilatório.[185]
- A Nova Zelândia registrou 1 novo caso em isolamento gerenciado, elevando o número total para 2.303 (1.947 confirmados e 356 prováveis). Há 2.207 recuperados, enquanto o número de mortos permanece 25. Há 71 casos ativos (69 em isolamento gerenciado e duas transmissões comunitárias).[186] Um caso relatado anteriormente já se recuperou, enquanto três casos relatados anteriormente foram reclassificados como sob investigação.[187]
- Singapura registrou 58 novos casos, incluindo três na comunidade e 55 importados, elevando o total para 59.507.[188] 15 receberam alta, elevando o número total de recuperações para 59.196. O número de mortos permanece em 29.[189]
- Taiwan relatou sua primeira morte do cluster local após 8 meses, elevando o número de mortos para oito.[190]
- A Ucrânia registrou 4.685 novos casos diários e 149 novas mortes diárias, elevando o número total para 1.216.278 e 22.628, respectivamente; um total de 1.014.658 pacientes se recuperaram.[191]
- Os Estados Unidos da América ultrapassam 26 milhões de casos de COVID-19.[192]
- Hoje marca a marca de um ano desde que a emergência global de saúde de interesse internacional foi declarada.[193]

### 31 de janeiro
- A Malásia registrou 5.298 casos, elevando o total para 214.959. Existem 4.522 recuperações, elevando o número total de recuperações para 166.049. O número de mortos é de 14, elevando o número de mortos para 760. São 48.150 casos ativos, 313 em terapia intensiva e 127 em suporte ventilatório.[194]
- A Nova Zelândia registrou 1 novo caso, elevando o número total para 2.304 (1.948 confirmados e 356 prováveis). Uma pessoa se recuperou, elevando o número total de recuperados para 2.208. O número de mortos permanece 25. Há 71 casos ativos, sendo 69 em ventilação mecânica e dois em suporte ventilatório.[195]
- Singapura registrou 29 novos casos importados, elevando o total para 59.536.[196] 32 pessoas se recuperaram, elevando o número total de recuperações para 59.228. O número de mortos permanece em 29.[197]
- A Ucrânia registrou 3.177 novos casos diários e 79 novas mortes diárias, elevando o número total para 1.219.455 e 22.707, respectivamente; um total de 1.018.784 pacientes se recuperaram.[198]